# Веркассівелаун
Веркассівелаун (з кельт. — «верховний командувач боєм») — вождь кельтського племені арвернів у 52 році до н. е., один з очільників загальногалльського повстання проти римлян.

## Життєпис
Був двоюрідним братом Верцингеторикса. Про його діяльність мало відомо до 52 року до н. е. Йомвірно він на той час зміг відзначитися як військовик. Після того як Верцингеторикса в Алезії взяв в облогу Гай Юлій Цезар, на раді повсталих галльських племен Веркассівелауна обирають одним з керівників повстання. Йому разом з Вірідомаром, вождем едуїв, Коммієм, вождем атробатів, доручають прорвати облогу Алезії. Із значним військом (від 100 до 140 тисяч вояків) галли виступили проти римлян.
Під час штурму римських позицій під Алезією Веркассівелаун командував галльською кіннотою (60 тисяч вершників). Він завдав сильного удару по римлянах й намагався розірвати облогу й прорватися до Верцингеторикса. В цей критичний момент Цезар спрямував проти Веркассівелауна свого легата Тіта Аннія Лабієна, який розбив війська галлів, а самого Веркассівелауна захопив у полон. Після цього доля галльського вождя невідома — або його відразу стратили, або разом з Верцингеториксом. Внаслідок поразки Веркассівелауна інші галльські сили також не змогли здолати римлян й відступили, а незабаром здалася фортеця Алезія.